# Hippocampus lichtensteinii
Hippocampus lichtensteinii és una espècie de peix de la família dels singnàtids i de l'ordre dels singnatiformes.

## Morfologia
Els mascles poden assolir els 4 cm de longitud total.

## Distribució geogràfica
Es troba al Mar Roig.